# Mileștii Mici
Mileștii Mici – wieś i gmina w Mołdawii, w rejonie Ialoveni, położona 18 km na południe od Kiszyniowa. W 2014 roku liczyła 4969 mieszkańców.
Miejscowość jest znana z 250 km piwnic wydrążonych w miękkim wapieniu i największej w Europie kolekcji wina zawierającej 1,5 miliona butelek.